# NGC 950
NGC 950 ist eine Spiralgalaxie vom Hubble-Typ Sb im Sternbild Walfisch südlich der Ekliptik. Sie ist schätzungsweise 209 Millionen Lichtjahre von der Milchstraße entfernt und hat einen Durchmesser von etwa 80.000 Lj.

Im selben Himmelsareal befindet sich die Galaxie NGC 942, NGC 943, NGC 945, IC 230.
Das Objekt wurde im Jahr 1886 von dem US-amerikanischen Astronomen und Mathematiker Ormond Stone entdeckt.